# Guybrush Threepwood
Guybrush Threepwood je hlavní postavou v herní sérii Monkey Island od společnosti LucasArts.
Prvně se na monitorech objevuje v roce 1990 ve hře The Secret of Monkey Island. Ještě jako malý kluk se rozhodl, že bude pirát a to se mu podařilo již v první části hry. Všechny jeho následující příběhy mají něco společného:
- LeChucka se kterým Guybrush neustále soupeří po celý děj všech 4 dílů
- Guvernérku Marleyovou kterou Guybrush miluje, získává a opět ztrácí. O její maličkost totiž usiluje právě i LeChuck.

Guybrushovy zvláštní schopnosti jsou:
- Umí si do kalhot strčit věc velkých rozměrů, ostatně jako více hlavních postav z her typu adventura např.:
  - Sběrač banánů
  - živého psa
  - nářadí (sekyru, lopatu, kord,…)
- Jenom on umí zadržet dech na 10 minut

Kromě zvláštních schopností bytostně nesnáší porcelán ze kterého má fóbii.
Duchovním otcem Guybrushe je Ron Gilbert, který jej pojmenoval za zvláštních okolností. V programu Deluxe Paint, kde kreslil postavičku Guybrushe Threepwooda si soubor uložil pod prostým názvem "Guy" a program přidal koncovku ".brush". Výsledný název souboru "Guy.brush" byl příčinou vzniku jména.
V prvních dvou dílech je Guybrush němý, resp. bez dabingu, který ve 3. a 4. díle zastal Dominic Armato.